# Viettessa bethalis
Viettessa bethalis är en fjärilsart som beskrevs av Pierre E.L. Viette 1958. Viettessa bethalis ingår i släktet Viettessa och familjen Crambidae. Inga underarter finns listade i Catalogue of Life.